# Brieden
Brieden ist eine Ortsgemeinde im Landkreis Cochem-Zell in Rheinland-Pfalz. Sie gehört seit dem 1. Juli 2014 der Verbandsgemeinde Kaisersesch an.

## Geschichte
1231 wird der Ort erstmals urkundlich genannt und unterstand seit dieser Zeit der Landesherrschaft Kurtriers. 1698/1701 wurde die örtliche Kapelle vom Himmeroder Abt Robert Bootz zu Ehren des hl. Josef erbaut. Als Filialkirche gehörte sie zur Pfarrei Pommern. 1794 erfolgte die Besetzung durch die französische Revolutionsarmee. 1815 wurde der Ort auf dem Wiener Kongress dem Königreich Preußen zugeordnet. Seit 1946 ist er Teil des damals neu gebildeten Landes Rheinland-Pfalz.

## Politik

### Gemeinderat
Der Gemeinderat in Brieden besteht aus sechs Ratsmitgliedern, die bei der Kommunalwahl am 9. Juni 2024 in einer Mehrheitswahl gewählt wurden, und dem ehrenamtlichen Ortsbürgermeister als Vorsitzendem.

### Bürgermeister
Rolf Lorscheiter wurde am 1. Juli 2024 Ortsbürgermeister von Brieden. Bei der Direktwahl am 9. Juni 2024 war er als einziger Bewerber mit einem Stimmenanteil von 96,1 % gewählt worden.
Lorscheiters Vorgänger Erwin Thönnes (2025 †) hatte das Amt von 2012 bis 2024 inne. Zuvor war der im Juni 2012 verstorbene Hans-Josef Michels 28 Jahre Ortsbürgermeister der Gemeinde.

### Wappen
Die Gemeinde führt seit 1994 folgendes Wappen:
| Wappen von Brieden | Blasonierung: „Schräggeviert von Silber und Grün. Im ersten Feld eine schwarze Säge, im zweiten Feld pfahlweise zwei goldene Rosen, in Feld 3 pfahlweise zwei ineinandergeschlungene silberne Ringe und in Feld 4 eine grüne Urne.“ |
| Wappen von Brieden | Wappenbegründung: Die Säge ist das Attribut des hl. Josef, der seit der Erbauung der Filialkapelle im Jahre 1698 der Schutzpatron der Gemeinde. Die Rosen sollen an das Kloster Rosenthal erinnern, welches im Ort den größten Besitz hatte. Auch die Abtei Himmerod besaß schon sehr früh im Ort einen Hof und bezog den Zehnten; aus diesem Grund die beiden Ringe aus dem Wappen der Abtei. Ein Kirchenfenster weist noch heute auf das Kloster. Die Urne aus dem 8/9. Jahrhundert wurde 1959 in der Flur „Steinreich“ freigelegt. |

## Verkehr
Brieden besitzt keinen SPNV-Anschluss. Nächstgelegener Haltepunkt ist Pommern (Mosel) an der Moselstrecke.